# Stigma (letter)
De stigma (Ϛ; onderkast: ϛ) is een ligatuur van de letters sigma en tau in het Griekse alfabet.
De stigma komt overeen met het cijfer 6 in het Griekse cijfersysteem.
De ontwikkeling van het teken is  →  →  → .